# Mika Rissanen
Mika Rissanen (Nurmes, 12 gennaio 1978) è uno scrittore e storico finlandese.

## Biografia
Rissanen ha studiato storia e il latino all'Università di Jyväskylä e all'Institutum Romanum Finlandiae a Roma.  Ricerche accademiche di Rissanen si concentrano sulla storia antica e della storia culturale europea.
Rissanen ha vinto il premio Tieto Finlandia nel 2004 per il miglior libro di saggistica finlandese dell'anno: Antiikin urheilu (Sport nell'antichità, in collaborazione con Sami Koski e Juha Tahvanainen). Il suo libro Kuohuvaa historiaa (Storia dell'Europa in 24 pinte) è pubblicato in italiano in 2018. Il libro è tradotto anche in inglese, tedesco, russo, coreano, polacco, portoghese e cinese.
Rissanen ha scritto gialli per ragazzi,  tra cui la serie di Arkeomysteeri (Archeomistero), in collaborazione con Juha Tahvanainen; i due hanno usato lo pseudonimo Nemo Rossi.

## Opere

### Saggistica
- Storia dell'Europa in 24 pinte, Torino, Utet, 2018, ISBN 978-885-116-438-6.
- (FI) Antiikin urheilu ("Sport nell'antichità"), Jyväskylä, Atena, 2004, ISBN 978-951-796-341-1.
- (FI) Hävityksen historiaa: Eurooppalaisen vandalismin vuosisadat ("Storia del vandalismo Europeo"), Jyväskylä, Atena, 2007, ISBN 978-951-796-490-6.
- (FI) Kuohuvaa historiaa: tarinoita tuopin takaa ("Storia dell'Europa in 24 pinte"), Jyväskylä, Atena, 2014, ISBN 978-952-300-075-9.
- (EN) Down Beer Street: History in a Pint Glass, Londra, Souvenir Press, 2016, ISBN 978-028-564-337-6.
- (DE) Die Geschichte Europas in 24 Bieren, Colonia, Eichborn, 2016, ISBN 978-384-790-623-0.
- (FI) Rooma, suden kaupunki ("Roma: la città dei lupi, Jyväskylä, Atena, 2018, ISBN 978-952-300-480-1.

### Gialli per ragazzi
- (FI) Rooman sudet ("I lupi di Roma"), Helsinki, WSOY, 2012, ISBN 978-951-039-159-4.
- (FI) Mafian linnut ("Gli uccelli della mafia"), Espoo, Myllylahti, 2014, ISBN 978-952-202-498-5.
- (FI) Jumalista seuraava ("Dopo il divino"), Espoo, Myllylahti, 2014, ISBN 978-952-202-547-0.
- (FI) Viimeinen etruski ("L'ultimo etrusco"), Espoo, Myllylahti, 2016, ISBN 978-952-202-745-0.
- (FI) Salainen veljeskunta ("La fratellanza segreta"), Espoo, Myllylahti, 2018, ISBN 978-952-202-949-2.